# ROSE
ROSE jest to protokół z rodziny OSI, zdefiniowany w dokumencie: ITU-T X.229: Remote Operations (ROSE) Protocol. W zasadzie jest on implementacją protokołu typu RPC (czyli zdalnego wywołania procedury) dla zestawu OSI.